# پوستاسنتلاسلو
پوستاسنتلاسلو (به مجاری:  Pusztaszentlászló) یک منطقهٔ مسکونی در مجارستان است که در زالا واقع شده‌است.